# Hypothyris yeda
Hypothyris yeda är en fjärilsart som beskrevs av Jose Francisco Zikán 1941. Hypothyris yeda ingår i släktet Hypothyris och familjen praktfjärilar. Inga underarter finns listade i Catalogue of Life.